# Obra (fiume)
L'Obra è un fiume sito nella Polonia occidentale, affluente del fiume Warta (a Puszczykowo). Esso ha un corso di 164 chilometri ed un bacino di 2 758 km². Il fiume è frequentato da canoe e kayak e possiede dei tracciati molto difficili.

## Città attraversate
- Krzywiń
- Kościan
- Zbąszyń
- Trzciel
- Międzyrzecz
- Bledzew
- Skwierzyna